# Blöndulón
Blöndulón ([ˈplœntʏˌlouːn]ⓘ lago del Blanda) es un lago artificial situado en Islandia, en la región nororiental de Norðurland Vestra. Ocupa un área de 57 km².

## Ubicación y territorio
Se creó entre 1984 y 1991 como un reservorio de agua para la planta de energía Blönduvirkjun. Su profundidad máxima es de 39 m. 
Está situado cerca del camino de las sierras de Kjölur en las Tierras Altas de la isla. Las aguas termales de Hveravellir se encuentran a unos 25 km hacia el sur.